# CSI: Miami (seizoen 6)
Het 6e seizoen van de Thriller Crime Scene Investigation Miami werd uitgezonden (in Amerika) van 24 september 2007 tot en met 19 mei 2008.
In Nederland werd dit seizoen van de serie door RTL 5 uitgezonden en dit gebeurde een half jaar later. Het zesde seizoen bestond uit 21 afleveringen die allen ongeveer 45 minuten duren. Ook in dit seizoen zaten afleveringen die twee uitzendingen besloegen, het gaat hier om aflevering 15 en 16, en om de laatste aflevering in combinatie met de eerste van het daarop volgende seizoen. De hoofdrollen worden gespeeld door David Caruso, Emily Procter, Adam Rodriguez, Khandi Alexander, Jonathan Togo, Rex Linn en Eva LaRue.
De dvd van het vierde seizoen werd op 30 oktober 2007 uitgegeven in Amerika, Canada en Bermuda, op 21 september 2008 werd de dvd ook in Europa, en dus Nederland, uitgegeven.

## Rolverdeling
| David Caruso     | Horatio Caine     | Gehele seizoen      | Gehele seizoen      | Gehele seizoen      | Gehele seizoen      | Gehele seizoen      | Gehele seizoen      | Gehele seizoen      | Gehele seizoen      | Gehele seizoen      | Gehele seizoen      | Gehele seizoen      | Gehele seizoen      | Gehele seizoen      | Gehele seizoen      | Gehele seizoen      | Gehele seizoen      | Gehele seizoen      | Gehele seizoen      | Gehele seizoen      | Gehele seizoen | Gehele seizoen |
| Emily Procter    | Calleigh Duquesne | Gehele seizoen      | Gehele seizoen      | Gehele seizoen      | Gehele seizoen      | Gehele seizoen      | Gehele seizoen      | Gehele seizoen      | Gehele seizoen      | Gehele seizoen      | Gehele seizoen      | Gehele seizoen      | Gehele seizoen      | Gehele seizoen      | Gehele seizoen      | Gehele seizoen      | Gehele seizoen      | Gehele seizoen      | Gehele seizoen      | Gehele seizoen      | Gehele seizoen | Gehele seizoen |
| Adam Rodriguez   | Eric Delko        | Gehele seizoen      | Gehele seizoen      | Gehele seizoen      | Gehele seizoen      | Gehele seizoen      | Gehele seizoen      | Gehele seizoen      | Gehele seizoen      | Gehele seizoen      | Gehele seizoen      | Gehele seizoen      | Gehele seizoen      | Gehele seizoen      | Gehele seizoen      | Gehele seizoen      | Gehele seizoen      | Gehele seizoen      | Gehele seizoen      | Gehele seizoen      | Gehele seizoen | Gehele seizoen |
| Khandi Alexander | Alexx Woods       | Aflevering 1 t/m 19 | Aflevering 1 t/m 19 | Aflevering 1 t/m 19 | Aflevering 1 t/m 19 | Aflevering 1 t/m 19 | Aflevering 1 t/m 19 | Aflevering 1 t/m 19 | Aflevering 1 t/m 19 | Aflevering 1 t/m 19 | Aflevering 1 t/m 19 | Aflevering 1 t/m 19 | Aflevering 1 t/m 19 | Aflevering 1 t/m 19 | Aflevering 1 t/m 19 | Aflevering 1 t/m 19 | Aflevering 1 t/m 19 | Aflevering 1 t/m 19 | Aflevering 1 t/m 19 | Aflevering 1 t/m 19 |                |                |
| Jonathan Togo    | Ryan Wolfe        | Gehele seizoen      | Gehele seizoen      | Gehele seizoen      | Gehele seizoen      | Gehele seizoen      | Gehele seizoen      | Gehele seizoen      | Gehele seizoen      | Gehele seizoen      | Gehele seizoen      | Gehele seizoen      | Gehele seizoen      | Gehele seizoen      | Gehele seizoen      | Gehele seizoen      | Gehele seizoen      | Gehele seizoen      | Gehele seizoen      | Gehele seizoen      | Gehele seizoen | Gehele seizoen |
| Rex Linn         | Frank Tripp       | Gehele seizoen      | Gehele seizoen      | Gehele seizoen      | Gehele seizoen      | Gehele seizoen      | Gehele seizoen      | Gehele seizoen      | Gehele seizoen      | Gehele seizoen      | Gehele seizoen      | Gehele seizoen      | Gehele seizoen      | Gehele seizoen      | Gehele seizoen      | Gehele seizoen      | Gehele seizoen      | Gehele seizoen      | Gehele seizoen      | Gehele seizoen      | Gehele seizoen | Gehele seizoen |
| Eva LaRue        | Natalia Boa Vista | Gehele seizoen      | Gehele seizoen      | Gehele seizoen      | Gehele seizoen      | Gehele seizoen      | Gehele seizoen      | Gehele seizoen      | Gehele seizoen      | Gehele seizoen      | Gehele seizoen      | Gehele seizoen      | Gehele seizoen      | Gehele seizoen      | Gehele seizoen      | Gehele seizoen      | Gehele seizoen      | Gehele seizoen      | Gehele seizoen      | Gehele seizoen      | Gehele seizoen | Gehele seizoen |
| Sofia Milos      | Yelina Salas      |                     |                     |                     |                     |                     |                     |                     |                     |                     |                     |                     |                     |                     |                     |                     |                     |                     |                     |                     |                |                |
| Rory Cochrane    | Tim Speedle       |                     |                     |                     | 1                   |                     |                     |                     |                     |                     |                     |                     |                     |                     |                     |                     |                     |                     |                     |                     |                |                |

1 Het karakter Tim Speedle keert in aflevering 4 terug in verschillende hallucinaties.

## Afleveringen
| Nr. | Titel aflevering             | Geregisseerd door | Geschreven door                            | Uitzenddatum VS   | Uitzenddatum Nederland |
| --- | ---------------------------- | ----------------- | ------------------------------------------ | ----------------- | ---------------------- |
| 1   | "Dangerous Son"              | Sam Hill          | Marc Dube & Krystal Houghton               | 24 september 2007 | 1 januari 2008         |
| 2   | "Cyber-lebrity"              | Matt Earl Beesley | Corey Evett & Matt Partney                 | 1 oktober 2007    | 8 januari 2008         |
| 3   | "Inside Out"                 | Gina Lamar        | Sunil Nayar & John Haynes                  | 8 oktober 2007    | 15 januari 2008        |
| 4   | "Bang, Bang, Your Debt"      | Karen Gaviola     | Brian Davidson & Barry O'Brien             | 15 oktober 2007   | 22 januari 2008        |
| 5   | "Deep Freeze"                | Sam Hill          | Elizabeth Devine                           | 22 oktober 2007   | 29 januari 2008        |
| 6   | "Sunblock"                   | Christine Moore   | Corey Miller                               | 29 oktober 2007   | 5 februari 2008        |
| 7   | "Chain Reaction"             | Scott Lautanen    | Brian Davidson, Matt Partney & Corey Evett | 5 november 2007   | 12 februari 2008       |
| 8   | "Permanent Vacation"         | Eagle Egilsson    | Barry O'Brien & Krystal Houghton           | 12 november 2007  | 19 februari 2008       |
| 9   | "Stand Your Ground"          | Joe Chappelle     | Marc Dube & John Haynes                    | 19 november 2007  | 26 februari 2008       |
| 10  | "My Nanny"                   | Jonathan Glassner | Corey Miller & Krystal Houghton            | 26 november 2007  | 4 maart 2008           |
| 11  | "Guerillas in the Mist"      | Carey Meyer       | Barry O'Brien & Brian Davidson             | 10 december 2007  | 11 maart 2008          |
| 12  | "Miami Confidential"         | Sam Hill          | Marc Dube                                  | 17 december 2007  | 17 maart 2008          |
| 13  | "Raising Caine"              | Gina Lamar        | Sunil Nayar                                | 14 januari 2008   | 25 maart 2008          |
| 14  | "You May Now Kill the Bride" | Eagle Egilsson    | Barry O'Brien                              | 24 maart 2008     | 30 september 2008      |
| 15  | "Ambush" (deel 1)            | Sam Hill          | Corey Evett & Matt Partney                 | 31 maart 2008     | 7 oktober 2008         |
| 16  | "All In" (deel 2)            | Joe Chappelle     | Krystal Houghton                           | 1 april 2008      | 14 oktober 2008        |
| 17  | "To Kill a Predator"         | Matt Earl Beesley | Brian Davidson                             | 21 april 2008     | 21 oktober 2008        |
| 18  | "Tunnel Vision"              | Karen Gaviola     | Tamara Jaron                               | 28 april 2008     | 28 oktober 2008        |
| 19  | "Rock and a Hard Place"      | Gina Lamar        | Marc Dube                                  | 5 mei 2008        | 4 november 2008        |
| 20  | "Down to the Wire"           | Eagle Egilsson    | Sunil Nayar                                | 12 mei 2008       | 11 november 2008       |
| 21  | "Going Ballistic" (deel 1)   | Sam Hill          | Corey Miller                               | 19 mei 2008       | 18 november 2008       |